# Youssef-Syndrom
Das Youssef-Syndrom ist eine artifizielle Verbindung zwischen Gebärmutter und Harnblase (vesikouterine Fistel), die nach einer Schnittentbindung (Eröffnung des Uterus) durch versehentliche Verletzung der Blasenwand entstehen kann. Sie ist nach dem ägyptischen Gynäkologen Abdel Fattah Youssef benannt.
Durch die Öffnung kann die Monatsblutung in den Harn gelangen und so eine periodisch auftretende Hämaturie ohne weitere Beschwerdesymptomatik verursachen. Die Fistel kann durch Sondierung oder Kontrastmitteleinfüllung in die Gebärmutter im Röntgenbild sichtbar gemacht werden.